# اندی دیواین
اندی دیواین (انگلیسی: Andy Devine; ۷ اکتبر ۱۹۰۵ – ۱۸ فوریهٔ ۱۹۷۷) بازیگر اهل ایالات متحده آمریکا بود که به‌خاطر بازی در نقش‌های کمدی در سینمای وسترن به‌عنوان پیشکار یا گماشتهٔ هنرپیشه اصلی شناخته شده‌است و بیش‌تر با صدای گوش‌خراش و ترسناکش معروف است.

## زندگی‌نامه
با نام تولد آندرو وبر دیواین (به انگلیسی: Andrew Vabre Devine) در سال ۱۹۰۵ در فلگستف، آریزونا به‌دنیا آمد.
پس از پایان تحصیلاتش به هالیوود رفت و به‌عنوان محافظ کار خود را آغاز کرد. در ابتدا فکر می‌کرد صدای عجیب و غریبش مانع بازی او در فیلم‌های ناطق است اما برعکس، آن صدا علامت مشخصه و در واقع وجه تمایز او شد. او به همه می‌گفت که صدایش بر اثر یک سانحه در دوران کودکی به این صورت درآمده‌است. در بیش از ۴۰۰ فیلم ظاهر شد و با هنرپیشگان مطرحی همچون والتر برنان و روی راجرز همکاری داشت.

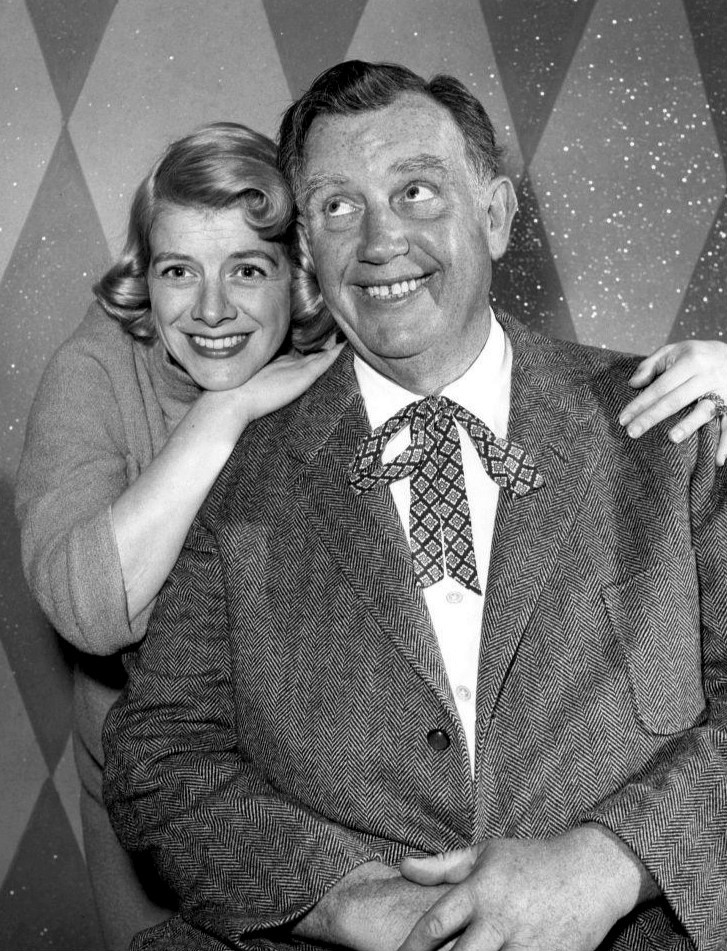

در سال ۱۹۳۶ در فیلم رومئو و ژولیت و یک سال بعد در فیلم ستاره‌ای متولد می‌شود ظاهر شد. وی همچنین در چند فیلم با جان وین همبازی شد، منجمله دلیجان (۱۹۳۹)، جزیره‌ای در آسمان (۱۹۵۳) و مردی که لیبرتی والانس را کشت (۱۹۶۲). اندی دیواین در همه فیلم‌ها به نقش دستیار مضحک ظاهر نشد بلکه در بعضی فیلم‌ها نقش‌های جدی‌تری را هم بر عهده گرفت. در فیلم جزیره‌ای در آسمان به نقش خلبان سردستهٔ یک تیم هوایی که در جستجوی یک هواپیمای گم‌شده هستند بازی کرد. یا در فیلم Pete Kelly’s Blues (۱۹۵۵) در نقش یک بازرس پلیس ظاهر شد. در این فیلم صدایش را کمی زیرتر کرد و جدی‌تر از حد معمول بازی کرد.
در سال‌های بعد در فیلم‌هایی همچون گورخر در آشپزخانه، میرا برکندریج و دسته بالای تپه ظاهر شد. همچنین در سریال تلویزیونی بیل هیکاک وحشی نقش مهمی را بر عهده داشت.
وی به‌خاطر صدایش در بعضی از انیمیشن‌ها نیز صداپیشگی کرد، از جمله صدای پدر فرایر تاک در کارتون معروف والت دیزنی، رابین هود.
اندی دیواین در سال ۱۹۷۷ بر اثر بیماری سرطان خون در اورنج، کالیفرنیا درگذشت.

## فیلم‌شناسی
از فیلم‌ها یا برنامه‌های تلویزیونی که وی در آن نقش داشته‌است می‌توان به آثار زیر اشاره کرد:
- کشتی نوح (۱۹۲۸)
- بانوی الهی (۱۹۲۹)
- سه دختر عاقل (۱۹۳۲)
- مرد تحت تعقیب (۱۹۳۲)

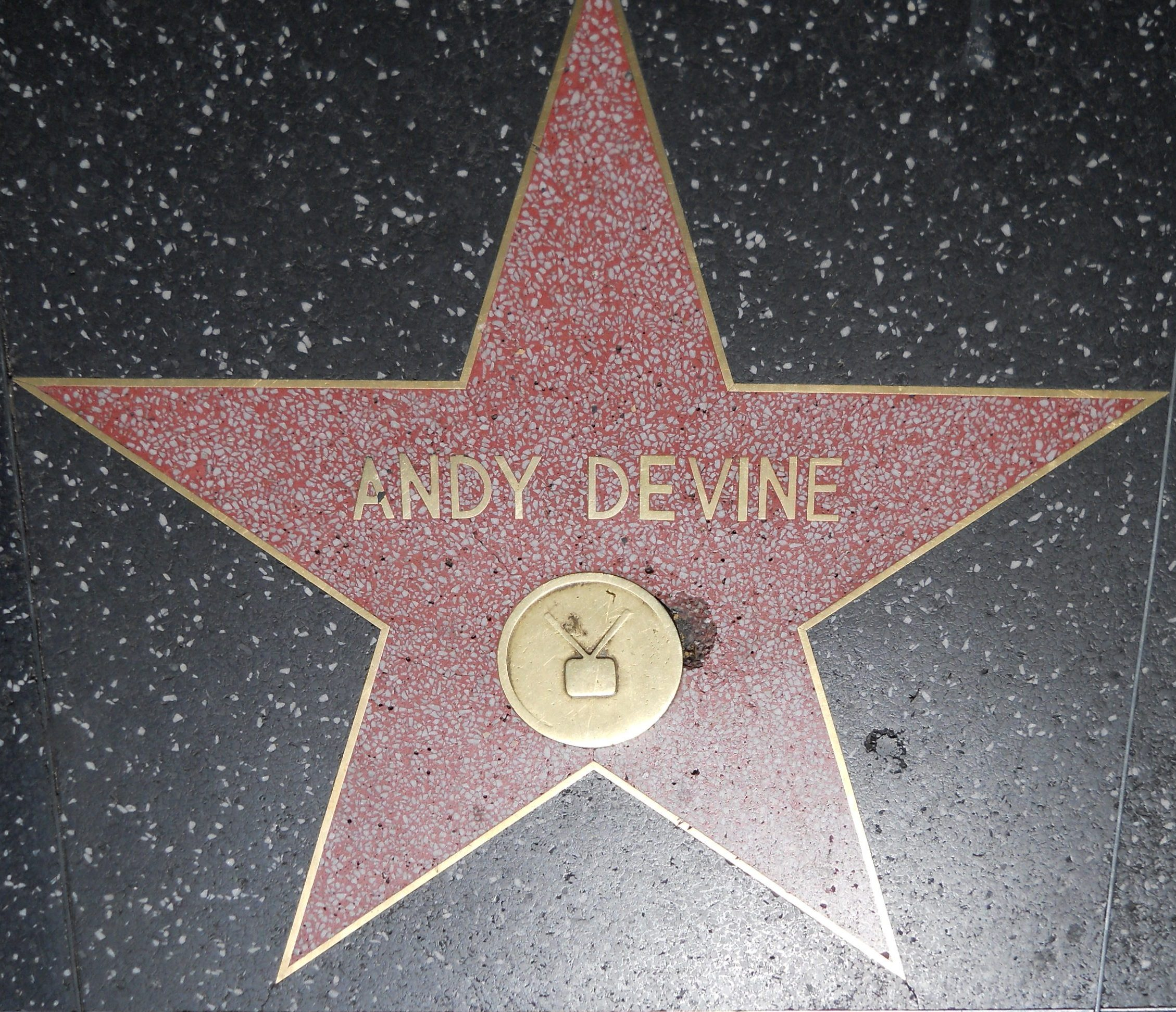

- دستری دوباره می‌راند (فیلم ۱۹۳۲) (۱۹۳۲)
- ماری نیمه شب (۱۹۳۳)
- دکتر بول (۱۹۳۳)
- کوهن‌ها و کلی‌ها در دردسر (۱۹۳۳)
- دنیای بالاتر (۱۹۳۴)
- Stingaree (۱۹۳۴)
- رئیس‌جمهور ناپدید می‌شود (۱۹۳۴)
- ثروتمند بیچاره (۱۹۳۴)
- جوانان مبارز (۱۹۳۵)
- یلواستون (فیلم) (۱۹۳۶)
- رومئو و ژولیت (۱۹۳۶)
- دختر شهر کوچک (فیلم ۱۹۳۶) (۱۹۳۶)
- در شیکاگوی قدیم (۱۹۳۷)
- راه بازگشت (۱۹۳۷)
- ستاره‌ای زاده شده‌است (فیلم ۱۹۳۷) (۱۹۳۷)
- دو برابر یا هیچ (۱۹۳۷)
- The Road Back (۱۹۳۷)
- یلو جک (۱۹۳۸)
- به دلت بد نیار (۱۹۳۹)
- دلیجان (۱۹۳۹)
- نیویورک کوچک قدیمی (۱۹۴۰)
- منطقه حاره (۱۹۴۰)
- وقتی دالتون‌ها می‌تازند (۱۹۴۰)
- باک بانی دوباره می‌راند (۱۹۴۰)
- شعله‌ای از نیو اورلئان (۱۹۴۱)
- بین ما دخترها (۱۹۴۲)
- علی‌بابا و چهل دزد (۱۹۴۴)
- سودان (۱۹۴۵)
- زنگ‌های سن آنجلو (۱۹۴۷)
- زیر ستارگان کالیفرنیا (۱۹۴۸)

مسیر گرند کنیون (۱۹۴۸)
- شب هنگام در نوادا (۱۹۴۸)
- نیومکزیکو (فیلم) (۱۹۵۱)
- نشان سرخ دلیری (فیلم) (۱۹۵۱)
- مونتانا بل (۱۹۵۲)
- جزیره‌ای در آسمان (۱۹۵۳)
- بلوز پیت کلی (فیلم) (۱۹۵۵)
- دور دنیا در هشتاد روز (۱۹۵۶)
- ماجراهای هاکلبری فین (۱۹۶۰)
- منطقه نیمه‌روشن (۱۹۶۲)
- مردی که لیبرتی والانس را کشت (۱۹۶۲)
- چگونه غرب تسخیر شد (۱۹۶۲)
- دنیای دیوانه، دیوانه، دیوانه، دیوانه (۱۹۶۳)
- گورخر در آشپزخانه (۱۹۶۵)
- بتمن (مجموعه تلویزیونی) (۱۹۶۶)
- ویرجینیایی (۱۹۶۷)
- بونانزا (۱۹۶۸)
- دسته بالای تپه (۱۹۶۹)
- دود اسلحه (۱۹۶۹)
- میرا برکینریج (۱۹۷۰)
- رابین‌هود (۱۹۷۳ صدا)
- ماجراهای بیل هیکاک وحشی (۵۸–۱۹۵۱)
- فلیپر